# Clásica de los Alpes
La Clásica de los Alpes era una carrera ciclista profesional de un solo día que se disputaba en los Alpes del departamento de la Saboya, en Francia.
Era una carrera única en su especialidad, ya que era la única clásica que se disputaba en alta montaña y en la que había que superar numerosos puertos de montaña.
Se comenzó a disputar en 1991 y se celebró ininterrumpidamente hasta 2004, año de su desaparición.
El recorrido tradicional unía las localidades de Chambéry y Aix-les-Bains.
El ciclista que en más ocasiones se impuso en la prueba fue el francés Laurent Jalabert, con dos.

## Palmarés
| Año  | Ganador                | Segundo              | Tercero                |
| ---- | ---------------------- | -------------------- | ---------------------- |
| 1991 | Charly Mottet          | Robert Millar        | Luc Leblanc            |
| 1992 | Gilles Delion          | Luc Leblanc          | Dante Rezze            |
| 1993 | Eddy Bouwmans          | Thierry Claveyrolat  | Jean Cyril Robin       |
| 1994 | Oliverio Rincón        | Laurent Roux         | Ronan Pensec           |
| 1995 | Ramón González Arrieta | Gérard Rue           | Richard Virenque       |
| 1996 | Laurent Jalabert       | Luc Leblanc          | Íñigo Cuesta           |
| 1997 | Laurent Roux           | Laurent Madouas      | José María Jiménez     |
| 1998 | Laurent Jalabert       | Francesco Casagrande | Benoît Salmon          |
| 1999 | Unai Osa               | Benoît Salmon        | David Etxebarría       |
| 2000 | José María Jiménez     | Fernando Escartín    | Lance Armstrong        |
| 2001 | Iban Mayo              | Lance Armstrong      | Pável Tonkov           |
| 2002 | Santiago Botero        | Óscar Sevilla        | Jorgen Bo Petersen     |
| 2003 | Francisco Mancebo      | Benoît Salmon        | David Millar           |
| 2004 | Óscar Pereiro          | Iban Mayo            | José Enrique Gutiérrez |

## Palmarés por países
| País         | Victorias |
| ------------ | --------- |
| España       | 6         |
| Francia      | 5         |
| Colombia     | 2         |
| Países Bajos | 1         |